# Trichomyrmex destructor

Голова спереди

Самка и рабочий

Trichomyrmex destructor (лат.) — вид мелких муравьёв рода Trichomyrmex. Инвазивный вид, вредитель, расселившийся с помощью человеческой коммерции по многим странам и континентам и более ста лет (с 1893 года) известный под именем Monomorium destructor (Jerdon, 1851).

## Распространение
Тропики, субтропики, частично умеренный пояс (Северная и Южная Америка, Азия, Африка, Австралия, Европа), естественные открытые биотопы, сады, плантации и урбоценозы (дома и окрестности). Точки обнаружения: США (Нью-Йорк), Афганистан,  Иран, Туркменистан, Узбекистан, Япония. Известны находки в Европе: Великобритания, Испания. Предположительной родиной является Южная Азия (Индия или другие близкие страны).

## Описание
Длина желтовато-коричневых рабочих муравьёв (брюшко темнее) составляет 1,8—3,5 мм (самки до 4 мм).
Длина головы 0,49—0,76 мм (ширина — 0,38—0,68); длина скапуса усика 0,39—0,52 мм. Усики 12-члениковые, булава состоит из 3 сегментов. Нижнечелюстные щупики 2-члениковые, нижнегубные щупики состоят из 2 сегментов. Жвалы с 4 зубцами (3 крупных + 1 мелкий). Глаза рабочих мелкие или среднего размера эллиптической формы, расположены в передне-боковой части головы, немного впереди её средней линии (глаза самцов крупные, занимают почти половину боковой поверхности головы). Оцеллии у рабочих отсутствуют. Затылочные края головы округлые. На нижней стороне головы есть слаборазвитый псаммофор. Индекс скапуса рабочих (соотношение длины скапуса к ширине головы, SI) от 70 до 104; индекс головы (соотношение длины и ширины головы, CI) от 76 до 92. Голова, грудка и брюшко гладкие и блестящие, сверху несут отстоящие щетинки. Проподеум округлый, без шипиков или зубцов на заднегрудке.
Стебелёк между грудкой и брюшком состоит из двух члеников: петиолюса и постпетиолюса (последний четко отделен от брюшка), жало развито, куколки голые (без кокона).

## Биология
Гнездятся в разнообразных условиях: в земле, ветвях деревьев, стенах домов. Всеядные, собирают мёртвых и живых насекомых, семена, нектар. Рабочие фуражируют, медленно передвигаясь по узким тропинкам. Образуют крупные полигинные колонии с множеством самок. Размножаются делением колоний и роением крылатых самок и самцов.

## Значение и методы борьбы
Поселяясь в офисах и жилых домах, наносят вред электросетям (повреждают изоляцию электропроводов), известны находки в кондиционерах и компьютерах, на кухнях портят запасы пищи. Способны вывести из строя систему зажигания автомобиля, надолго оставленного на стоянке или в гараже. Ночью могут нападать на домашних животных и спящих людей, нанося болезненные ужаления; способны убивать лабораторных крыс, сидящих в клетках.
Для борьбы с муравьями используют инсектициды и отравленные приманки на основе гидраметилнона (5,5-диметилпергидропиримидин-2-он 4-трифлуорометил-α-(4-трифлуорометилстирил)циннамилиденегидразон; C25H24F6N4) и сулфлурамида (N-этилперфлуорооктан-1-сульфонамид; C10H6F17NO2S).

## Систематика
Вид Trichomyrmex destructor был впервые описан в 1851 году британским зоологом Томасом Джердоном (Thomas Jerdon; 1811—1872) по материалам из Индии под первоначальным названием Atta destructor Jerdon, 1851. В 1893 году таксон включён в состав рода Monomorium (в подрод Parholcomyrmex), а в 2014 перенесён в род Trichomyrmex.
Trichomyrmex destructor сходен с видами Trichomyrmex robustior и Trichomyrmex mayri, которые темнее в окраске, и M. latinode, который имеет 5 зубцов на жвалах, вместо 4 у T. destructor.

## Сравнение различных каст
В муравьиных семьях встречаются рабочие, самки (матки) и самцы.

### Рабочие

Голова рабочего
Рабочий сбоку
Рабочий сверху

### Самки

Голова самки
Самка сбоку
Самка сверху

### Самцы

Голова самца
Самец сбоку
Крыло самца
Самец сверху